# ماركوس جونتر كون
ماركوس جونتر كون (بالإنجليزية: Markus Guenther Kuhn)‏ (مواليد 1971) وهو عالم ألماني في علم الحاسوب، يعمل حاليًا في مختبر الكمبيوتر بجامعة كامبريدج وزميل كلية وولفسون في كامبريدج.

## تعليمه
تلقى كوهن تعليمه في جامعة إرلنغن نورنبيرغ (ألمانيا)، وحصل على درجة الماجستير في العلوم في جامعة بيردو ودكتوراه في جامعة كامبريدج.

## أبحاثه
تشمل اهتماماته البحثية الرئيسية في مجال أمن الحاسوب، وخصوصًا الجوانب المتعلقة بمعالجة الأجهزة. اشتهر ماركوس في عمله على الحوسبة الموزعة. طور اختبار Stirmark لمخططات العلامة المائية الرقمية، ونظام كلمة المرور OTPW للمرة الواحدة، ورأس المشروع الذي مدد X11 - نظام النافذة إكس- الخطوط الثابتة المتنوعة إلى يونيكود.
في عام 1994 أصبح معروفًا بتطوير عدة طرق للتحايل على نظام تشفير VideoCrypt وأبرزها برنامج محاكاة البطاقة الذكية Season7 وهو طالب جامعي.
في عام 2002، نشر طريقة جديدة للتنصت على شاشات CRT.
في عام 2010 طُلب من كوهن تحليل جهاز كشف المتفجرات إيه دي إي 651، وهو جهاز مستعمل في العراق قيل إنه جهاز كشف عن القنابل. وجد أنه لا يحتوي على أي شرائح وقال إنه من «المستحيل» أن يتمكن الجهاز من اكتشاف أي شيء مهما كان.
وهو معروف أيضًا ببعض أعماله في مجال التقييس الدولي، مثل الريادة في إدخال يونيكود/صيغة التحويل الموحد-8 في نظام لينكس.

## الجوائز والتكريمات
في عامي 1987 و1988، فاز في مسابقة علوم الكمبيوتر الوطنية الألمانية، وفي عام 1989، فاز بميدالية ذهبية لفريق ألمانيا الغربية في الأولمبياد الدولي للمعلوماتية.